# Хто, якщо не ти...
«Хто, якщо не ти…» («Кто, если не ты…») — радянський художній фільм 1974 року, знятий режисером Георгієм Кузнецовим на Свердловській кіностудії.

## Сюжет
Батов, бригадир сталеварів одного з уральських заводів, з нетерпінням чекає на сина Юрія з армії — мріє показати йому новий прилад, який він вигадав разом із головним інженером Комаровим. Син повертається, прилад його не цікавить — хоче стати актором. Провалившись на іспитах, син заслуженого бригадира йде на завод — і там почувається цілком комфортно.

## У ролях
- Федір Одиноков — Микола Кузьмич Батов, бригадир сталеварів
- Майя Булгакова — Наталія Федорівна Батова
- Микола Сектименко — Юрій Батов, демобілізований син заслуженого бригадира
- Олександр Безпалий — Антон, сталевар
- Микола Кузьмін — Василь Спиридонович Сухоруков, бригадир сталеварів
- Галина Логінова — Валя, наречена Юри
- Артем Карапетян — Хурцилава, парторг заводу
- Володимир Ємельянов — Петро Петрович Комаров, головний інженер
- Германіс Ваздікс — француз
- Віра Банних — епізод
- Валерій Величко — бульдозерист
- Борис Волчек — епізод
- В. Ісаєв — епізод
- Володимир Коренной — епізод
- Тетяна Казакова — сусідка Валі по гуртожитку
- В. Ларей — епізод
- Олексій Михайлов — Федір Іванович, начальник планового відділу заводу
- Василь П'янков — епізод
- Марія Рипневська — епізод
- В. Савельєва — бабаня, сусідка
- Володимир Січкар — Вітьок, продавець пива
- Павло Федосєєв — епізод
- Валентин Черятников — епізод

## Знімальна група
- Режисер — Георгій Кузнецов
- Сценарист — Іван Бондін
- Оператор — Сергій Онуфрієв
- Композитор — Микита Богословський
- Художник — Владислав Расторгуєв